# Jenny Meyer
Jenny Meyer var en dansk porslinsmålare, född 16 april 1866 i Köpenhamn. Flera av hennes alster producerades vid Den Kongelige Porcelænsfabrik i Köpenhamn.
Hon finns bland annat representerad på Nationalmuseum i Stockholm.